# Tavernerio
Tavernerio es una comune italiana situada en la provincia de Como, en Lombardía. Tiene una población estimada, a fines de agosto de 2022, de 5688 habitantes.

## Evolución demográfica
| Gráfica de evolución demográfica de Tavernerio entre 1861 y 2022 |
|                                                                  |
| Fuente: ISTAT - Elaboración gráfica de Wikipedia                 |